# ویکو لومی
ویکو لومی (انگلیسی: Veikko Lommi; ۷ نوامبر ۱۹۱۷ – ۲۰ ژوئن ۱۹۸۹) قایقران روئینگ اهل فنلاند بود.